# Arizona State Route 84
Die Arizona State Route 84 (kurz AZ 84) ist eine State Route im US-Bundesstaat Arizona, die in Ost-West-Richtung verläuft.
Die State Route beginnt am Exit 151 der Interstate 8 und endet in Casa Grande am Knotenpunkt mit den Arizona State Routes 387 und 287. Die State Route führte früher bis Gila Bend, bevor dieser Abschnitt, der als Gila Bend Highway bezeichnet wurde und noch heute in Casa Grande zu finden ist, durch die Interstate 8 ersetzt wurde. Richtung Osten führte die State Route bis nach Tucson und war in diesem Gebiet die einzige Ost-West-Verbindung, bis sie als Hauptstraße durch den Bau der Interstates 8 und 10 verdrängt wurde.